# Phyllomyza mongolica
Phyllomyza mongolica är en tvåvingeart som beskrevs av Papp 1976. Phyllomyza mongolica ingår i släktet Phyllomyza och familjen sprickflugor.
Artens utbredningsområde är Mongoliet. Inga underarter finns listade i Catalogue of Life.